# Jeux d'Asie du Sud-Est de 2025
 (mai 2023).
Le contenu est difficilement compréhensible vu les erreurs de traduction, qui sont peut-être dues à l'utilisation d'un logiciel de traduction automatique.
Navigation
Édition précédente Édition suivante
Les Jeux d'Asie du Sud-Est 2025, officiellement les 33e Jeux d'Asie du Sud-Est, ou les Jeux SEA de 2025 et également connus sous le nom de Bangkok–Chonburi–Songkhla 2025, sont un événement multisport international sous l'égide par la Fédération des Jeux d'Asie du Sud-Est (SEAGF), prévu pour se tenir du 9 au 20 décembre 2025 en Thaïlande dans la région métropolitaine de Bangkok, Chonburi et Songkhla comme principales villes hôtes et d'autres villes pour le tournoi de football
Ce seront les septièmes Jeux de l'Asie du Sud-Est en Thaïlande, les cinquièmes pour Bangkok (qui avait précédemment accueilli les Jeux péninsulaires de l'Asie du Sud-Est de 1959, les Jeux péninsulaires de l'Asie du Sud-Est de 1967, les Jeux péninsulaires de l'Asie du Sud-Est de 1975 et les Jeux de l'Asie du Sud-Est de 1985), et les premiers hébergés à Chonburi et Songkhla.

## Sélection de l'hôte
Conformément aux traditions des Jeux d'Asie du Sud-Est, les tâches d'accueil sont alternées entre les pays membres de la Fédération des Jeux d'Asie du Sud-Est (SEAGF). Chaque pays est chargé d'accueillir l'événement au cours d'une année prédéterminée, mais le pays peut choisir de se retirer ou de ne pas accueillir cette édition.

### Appel d'offres et élection
Le 11 octobre 2022, Dato Seri Chaipak Siriwat, le vice-président du Comité National Olympique de Thaïlande (NOCT) a révélé le cadre du processus de candidature que les villes/provinces hôtes devraient dépenser pour les jeux à un coût abordable, et ils n'ont plus l'obligation de construire des sites. Contrairement aux éditions 2019 et 2021 où leurs sites de compétition étaient répartis respectivement sur 23 et 12 villes, le nombre possible de villes hôtes pour les jeux devrait être limité à 3 ou 4.
Huit candidats de douze villes / provinces intéressées à accueillir les jeux ont été nommés par Prachum Boontiem, le vice-gouverneur de la Sports Authority of Thailand (SAT), en octobre 2022. Bangkok, Chiang Mai, Nakhon Ratchasima et Songkhla ont été soumises en tant qu'offres uniques, tandis que Bangkok, Chonburi, Songkhla, Krabi, Phuket, Trang, Amnat Charoen, Sisaket, Ubon Ratchathani et Yasothon ont été soumises en tant que projets aux provinces candidates,,. Bien que le processus d'appel d'offres ait été lancé en octobre 2022, certains candidats ont révélé leurs campagnes d'enchères plus tôt : Ubon Ratchathani en avril 2016,, Chonburi en janvier 2019, et Krabi/Phuket/Trang en février 2021.
Trois provinces: La région métropolitaine de Bangkok, la province de Chonburi et la province de Songkhla ont été choisies pour accueillir les 33e Jeux d'Asie du Sud-Est et la province de Nakhon Ratchasima a reçu respectivement les 13e Jeux para-ASEAN de l'Autorité des sports de Thaïlande (SAT) le 13 janvier 2023 et approuvé par le Cabinet de Thaïlande en février 2023,,. Les quatre villes hôtes ont été les premières à accueillir l'histoire des Jeux d'Asie du Sud-Est choisies par le biais d'un processus d'appel d'offres.

## Les jeux

### Cérémonies
En mai 2023, Kongsak Yodmanee, le gouverneur de l'Autorité des sports de Thaïlande (SAT), a révélé le projet de cérémonie d'ouverture des Jeux qui doit être réparti sur trois sites: le Stade Rajamangala à Bangkok, le stade national des sports de l'Est à Chonburi et le Stade Tinsulanon. à Songkhla. C'est la première fois que la cérémonie d'ouverture des Jeux d'Asie du Sud-Est est divisée en plus de deux sites. Il pourrait également être le successeur de la cérémonie d'ouverture divisée des Jeux olympiques de la jeunesse d'hiver de 2024 à Gangwon, en Corée du Sud, et le précurseur des Jeux olympiques d'été de 2028 à Los Angeles, aux États-Unis.

### Sports
L'article 34 de la charte et des règles de la Fédération des Jeux d'Asie du Sud-Est stipule que le programme des Jeux d'Asie du Sud-Est doit inclure au moins 22 sports avec l'athlétisme et les sports aquatiques (y compris la natation et le plongeon ) comme sports obligatoires ou "sports de catégorie I", un minimum de 14 sports des Jeux Olympiques et Asiatiques ou "sports de catégorie II" et un maximum de 8, mais pas moins de 2, autres sports ou "sports de catégorie III",.
À la suite de la sélection de l'hôte, la Sports Authority of Thailand (SAT) a initialement annoncé que les Jeux comprendraient quarante-trois sports, selon la charte des Jeux. Tous les sports ont été disputés lors des Jeux nationaux thaïlandais et les villes/provinces conjointes peuvent fournir des sites et des installations pour accueillir ces sports,.

### Participants par pays
Les onze membres des Comités Nationaux Olympiques (CNO) de la Fédération des Jeux d'Asie du Sud-Est (SEAGF) devraient participer aux Jeux. Ce sera la première fois que le Timor Leste participera aux Jeux en tant que membre de la Fédération des Jeux d'Asie du Sud-Est et membre de l'ANASE.